# Rex Stout
Rex Todhunter Stout, född 1 december 1886 i Noblesville, Indiana, död 27 oktober 1975 i Danbury, Connecticut, var en amerikansk deckarförfattare. 
Han är skaparen av den överviktige privatdetektiven Nero Wolfe, som älskar god mat och orkidéer.

## Bakgrund
Stout publicerade sin första bok om Nero Wolfe 1934. Wolfe lämnar sällan sitt hus på Västra 35:e gatan på Manhattan i New York. Istället skickar han ut sin medhjälpare Archie Goodwin för att fråga ut vittnen och upptäcka döda kroppar. Goodwin avrapporterar sedan till Wolfe, som i slutändan löser fallet med alla misstänkta samlade i sitt arbetsrum. Historierna berättas i jag-form av Goodwin.
Författaren Robert Goldsborough har fortsatt skriva om Wolfe efter Stouts död.

## TV-serier
1981 gjordes det en amerikansk TV-serie i fjorton avsnitt, Nero Wolfe, privatdetektiv, med William Conrad i huvudrollen och Lee Horsley som Archie Goodwin. 2001–2002 gjordes ett nytt försök med Maury Chaykin som Wolfe och Timothy Hutton som Goodwin. Det producerades 29 avsnitt av denna serie. Båda dessa serier har givits ut på DVD i USA.

## Priser och utmärkelser
- Grand Master-diplom 1973